# Schlacht bei Stresow
1. Phase: Schwedische Dominanz (1700–1709)
Dänischer Kriegsschauplatz (1700)
Humlebæk • Tönning I 
Livländ./ Estnischer Kriegsschauplatz (1700–1708)
Riga I • Jungfernhof • Varja • Pühhajoggi • Narva • Petschora • Düna • Rauge • Erastfer • Hummelshof • Embach • Tartu • Narva II • Wesenberg I • Wesenberg II
Ingermanländ./ Finnischer Kriegsschauplatz (ab 1701)
Archangelsk • Ladogasee • Nöteborg • Nyenschanz • Newa • Systerbäck • Petersburg • Wyborg I • Porvoo • Newa II • Koporje II • Kolkanpää
Litauisch-weißrussischer Kriegsschauplatz (1702–1706)
Vilnius • Saladen • Jakobstadt • Gemauerthof • Mitau • Grodno I • Olkieniki • Njaswisch • Klezk • Ljachawitschy
Polnischer Kriegsschauplatz (1702–1706)
Klissow • Pułtusk • Thorn • Lemberg • Warschau • Posen • Punitz • Tillendorf • Rakowitz • Praga • Fraustadt • Kalisch 
Russischer Kriegsschauplatz (1708–1709)
Grodno II • Golowtschin • Moljatitschi • Rajowka • Lesnaja • Desna • Baturyn • Koniecpol • Weprik • Opischnja • Krasnokutsk • Sokolki • Poltawa I • Poltawa II
2. Phase: Schweden in der Defensive (1710–1721)
Baltischer und Finnischer Kriegsschauplatz (bis 1714)
Riga II • Wyborg II • Pernau • Kexholm • Reval • Hogland • Pälkäne • Storkyro • Nyslott • Hanko 
Schwed./Norwegischer Kriegsschauplatz (1710–1721)
Helsingborg • Køge-Bucht • Bottnischer Meerbusen • Frederikshald I • Dynekilen-Fjord • Göteborg I • Strömstad • Trondheim • Frederikshald II • Marstrand • Ösel • Göteborg II • Södra Stäket • Grönham • Sundsvall
Norddeutscher Kriegsschauplatz (1711–1716)
Elbing • Wismar I • Lübow • Stralsund I • Greifswalder Bodden I • Stade • Rügen • Gadebusch • Altona • Tönning II • Stettin • Fehmarn • Wismar II • Stralsund II • Jasmund • Peenemünde • Greifswalder Bodden II • Stresow 
Die Schlacht von Stresow im Zuge des Pommernfeldzugs von 1715/1716 im Großen Nordischen Krieg fand in den Morgenstunden des 16. November 1715 in der Nähe von Groß Stresow bei Putbus auf der Insel Rügen statt. In der Geschichtsschreibung wird dieses Gefecht sowohl als Gefecht bei Stresow als auch Gefecht bei Groß Stresow beschrieben.

## Vorgeschichte
| \| Schlacht bei Stresow \| |
| Lage des Schlachtfeldes    |
| Schlacht bei Stresow       |

Bereits 1711 und 1712 versuchten die dänischen und sächsischen Truppen die Festung von Stralsund einzunehmen. Diese Belagerung misslang, weil die Festung von der Insel Rügen aus vom schwedischen Mutterland mit Nachschub und Truppen versorgt werden konnte. Außerdem hatte die schwedische Marine noch immer die Hoheit über den Bodden vor Stralsund und den Gewässern rund um Rügen.
Im Frühsommer 1715 begannen preußische, dänische, sächsische und kurhannoversche Truppen, Stralsund erneut zu belagern. Der Schwedenkönig übernahm persönlich die Verteidigung der Stadt und Festung. Auch bei dieser Belagerung wurden die Truppen von Rügen aus beschossen. So entschloss man sich, zuerst die Insel Rügen einzunehmen und dann von zwei Seiten auf Stralsund vorzurücken.
Notwendige Voraussetzung für eine Landungsunternehmung war die Beherrschung der Gewässer um Rügen. Nach der Seeschlacht bei Jasmund, der Erstürmung der Peenemünder Schanze und den Seegefechten im Greifswalder Bodden hatten die Alliierten die Schweden in die Defensive gedrängt. Sie konnten nun gefahrlos die Transportflotte bei Rügen anlanden. Am 15. November 1715 landete unter dem Oberbefehl von Leopold I. von Anhalt-Dessau eine etwa 19.500 Mann starke Armee aus preußischen, dänischen und sächsischen Truppen an einem Strand in der Nähe von Groß Stresow. Die Schweden hatten eine Garnison von 4500 Männern auf der Insel stationiert, angeführt von König Karl XII. Sie bestand aus zwölf Kavallerieschwadronen und fünf Infanteriebataillonen. Zusätzlich verfügten die Schweden über zwölf Kanonen.
Die Alliierten sicherten die Landungszone nach allen Seiten mit aufgeworfenen Verschanzungen und Spanischen Reitern. Des Weiteren wurden Nachtwachen aufgestellt und die Truppen in Kampfbereitschaft gesetzt.

## Der Angriff der Schweden
Karl XII. hatte von der Landung der Truppen bei Groß Stresow erfahren und machte sich sofort auf den Weg, um die Angreifer noch am Strand zu stellen. Im Dunkel der Nacht schiffte er sich mit einigen seiner engsten Offiziere in ein Fischerboot ein und verließ Stralsund Richtung Rügen. Er informierte sich nur unzureichend über die Stärke der Verbündeten Truppen und marschierte nur mit einer kleinen, schnell aufgestellten Streitmacht Richtung Stresow.
In den frühen Morgenstunden des 16. November erreichte die schwedische Armee den Strand von Groß Stresow, bei Alte Fähr. Die angelandeten Truppen hatten sich bereits in Schlachtformation hinter ihren Barrikaden aufgestellt und erwarteten den Angriff der Schweden. Der schwedische König griff sofort nach dem Eintreffen mit seiner Reiterei den Gegner an. Dieser Angriff wurde schnell abgebrochen, denn die Verschanzungen, über die Karl XII. sehr erstaunt war, verhinderten das Eindringen der Reiterei.
Der zweite Angriff wurde von der Infanterie geführt. Aber auch diese hatte Probleme, die Truppen des Fürsten Leopold I. hinter ihren Verschanzungen zu treffen. Das Pferd, auf dem Karl XII. in die Schlacht ritt, wurde bei den Kämpfen erschossen. Nachdem sich Karl mit seinen Truppen unter schweren Verlusten in die Verteidigungslinie der Dänen gekämpft hatte, wurde er von einem Streifschuss an der Schulter verwundet. Die Attacke traf das dänische Jyske-Regiment mit solch einer Heftigkeit, dass es für einen Moment wankte. Doch es erholte sich schnell und eröffnete ein heftiges Gegenfeuer. Sehr bald erhielten die Dänen weitere Truppenunterstützung. So konnten die Schweden zurückgeworfen werden.
15 Minuten nachdem die Schlacht begonnen hatte, befahl Fürst Leopold von Anhalt-Dessau General Dewitz einen Angriff mit den fünf preußischen und sächsischen Kavallerieschwadronen auf die schwedische Flanke. Die Attacke wurde jedoch durch die schwedische Kavallerie abgewehrt. Der blutige Kampf ging weiter, entwickelte sich mit der Zeit aber zu einer Rückzugsschlacht der gesamten schwedischen Streitmacht aufgrund des intensiven Gegendrucks. Der König selbst lag verwundet unter seinem Pferd, getroffen von einer Musketenkugel in seiner Brust. Nur mit Schwierigkeiten konnte er im letzten Moment geborgen werden.
Die Schweden verloren ihre gesamte Artillerie, die Infanterie war praktisch vernichtet. Vier Generäle waren tot beziehungsweise tödlich verwundet. Die Schweden hatten insgesamt 500–600 Tote und Verwundete zu beklagen, während bei den Dänen, die in dem Infanteriegefecht die Hauptlast der Kämpfe zu tragen hatten, 93 Soldaten tot oder verwundet waren. Die Sachsen zählten im Kavalleriegefecht 36 Tote und Verwundete, die Preußen 49 Tote und Verwundete.

## Die Folgen
Der gescheiterte Angriff der Schweden schwächte die Besatzung der Insel Rügen massiv. Der König floh auf dem Rücken des dänischen Offizierspferdes zurück zur Anlegestelle des Fischerbootes. Das Gros der geschlagenen schwedischen Armee zog sich in die Festung Stralsund zurück. Die Insel Rügen wurde fast ohne Gegenwehr besetzt und die Festung Stralsund von den Preußen, Dänen und Sachsen ab Ende November von zwei Seiten belagert.
Karl XII. verlor bei diesem Gefecht einige seiner treuesten Gefährten, darunter den Obersten Düring und den Kavalleriegeneral Christian Albrecht von Grothusen. Beide waren mit dem Schwedenkönig gemeinsam im Exil im Osmanischen Reich in Bender. Düring zu Ehren wurde am Strand ein Kreuz aufgestellt, welches die Stelle markierte, an der er die tödliche Wunde erhielt.

## Erinnerung
Seit 1855 erinnerte eine der beiden Preußensäulen an das Gefecht (54° 21′ 24,7″ N, 13° 34′ 18,7″ O). Die Säulen sind zwei über 15 m hohe Denkmäler, die in den Jahren 1854 und 1855 im Auftrag des preußischen Königs Friedrich Wilhelm IV. bei Neukamp und Groß Stresow errichtet wurden. Das Denkmal bei Neukamp wurde am 15. Oktober 1854, das bei Groß Stresow genau ein Jahr später, am 60. Geburtstag Friedrich Wilhelms IV., eingeweiht. Nach dem Abbau aus Sicherheitsgründen 1991 und jahrelanger Lagerung konnte die Stresower Säule zum 300. Jahrestag der Schlacht von Stresow im November 2015 restauriert werden. Sie erhielt eine neue Statue Friedrich Wilhelms I., die der Dresdner Steinmetz und Bildhauer Sven Schubert (* 1965) anfertigte.

## Militärische Einheiten
Königreich Preußen:
- Infanterie-Regiment Nr. 2[9]
- Infanterie-Regiment Nr. 11[10]
- Infanterie-Regiment Nr. 14[11]
- Kürassier-Regiment Nr. 3[12]
- Dragoner-Regiment Nr. 3[13]

Sachsen-Polen:
- Regiment Weißenfels
- Regiment Königin
- Regiment Prinz Albrecht
- Regiment von Friesen[14]

Königreich Dänemark-Norwegen:
- Regiment Ludland
- Regiment P’Carl
- Regiment Civignon